# 人間革命
人間革命（にんげんかくめい）は、創価学会の戸田城聖（第2代会長）によって唱えられた宗教思想。その意味は、自分自身の生命や境涯をより良い方向へ変革し、人間として成長・向上を目指すということである。さらに、各個人が「人間革命」を遂げることにより、社会全体の変革さえも可能であると説かれている。
小説の『人間革命』は、この「人間革命」の思想をテーマとして、創価学会の歴史と戸田城聖の生涯を描いた長編小説。創価学会名誉会長（第3代会長）池田大作の代表的な著作である。創価学会では教学上重要な文献とされ、「精神の正史」と位置付けられる。
池田大作（名誉会長）の小説『人間革命』は1965年（昭和40年）に聖教新聞で連載を開始し、1993年（平成5年）に完結した。続編『新・人間革命』は1993年（平成5年）に聖教新聞で連載を開始し、2018年（平成30年）に完結した。
本項では、戸田城聖が1951年に聖教新聞の創刊号で連載を開始し、1954年に完結した同名の小説『人間革命』（後に『小説 人間革命』と改題）についても併せて紹介する。

## 小説
小説としての『人間革命』は、戸田城聖（第2代会長）の創価教育学会再建から戸田城聖の死去までの経過と、山本伸一（池田大作の別名義）の1947年（昭和22年）の創価学会への入信から1960年（昭和35年）の第3代会長の就任までを描いている。全12巻。
続編の『新・人間革命』は、山本伸一の1960年（昭和35年）の創価学会の第3代会長就任から1991年（平成3年）の日蓮正宗（宗門）との決別までを描いている。全30巻31冊。
戸田城聖による同名の小説『人間革命』と、池田大作による同名の小説『人間革命』（英語題："The Human Revolution"）で、いずれも『聖教新聞』に連載された。戸田版は創価学会草創期のエピソードを、池田版は創価学会再建期からのエピソードなどを小説化したもの。事実に基づいたフィクションの体裁を取るため、登場人物の氏名は変更されている。戸田版『人間革命』において、戸田城聖は主人公の「巌 九十翁（がん くつお）」の変名で登場するが、創価学会初代会長の牧口常三郎は「牧田城三郎（まきた じょうざぶろう）」の変名を使っていた。だが、平成以降の増刷版では牧口常三郎については実名表記となり、事実上ノンフィクションとなった。池田版『人間革命』並びに『新・人間革命』に牧口常三郎と戸田城聖は実名で登場するが、主人公の池田大作（第3代会長、のちに名誉会長）は「山本伸一（やまもと しんいち）」、第4代会長の北条浩は「十条潔（じゅうじょう きよし）」、第5代会長の秋谷栄之助は「秋月英介（あきづき えいすけ）」の変名で登場する。
聖教新聞社によれば、池田版の『人間革命』とその続編『新・人間革命』（英語題："The New Human Revolution"）は、2018年9月8日の連載終了時点で7,978回（『人間革命』1,509回、『新・人間革命』6,469回）に及んでいる。日本の新聞小説の連載回数としては山岡荘八の小説『徳川家康』を上回り、史上最長とされた。
池田版には川端龍子、三芳悌吉による挿絵がある。

### 成立過程
戸田城聖は「妙 悟空（みょう ごくう）」というペンネーム（筆名）のもと、1951年（昭和26年）から『聖教新聞』に『人間革命』を連載して1954年（昭和29年）に完結した。1957年（昭和32年）に単行本が刊行され、1988年（平成10年）に『戸田城聖全集』の第8巻に収録された。これを引き継ぐ形で、池田大作が「法 悟空（ほう ごくう）」というペンネーム（筆名）のもと、1965年（昭和40年）から『聖教新聞』に『人間革命』を連載し、1993年（平成5年）に完結した。
戸田版は1951年（昭和26年）4月20日（『聖教新聞』創刊号）から1954年（昭和29年）8月1日までの3年4か月、池田版は1965年（昭和40年）1月1日から1993年（平成5年）2月11日まで幾度の休載を挟みながら28年1か月強連載された。その後、1993年（平成5年）11月18日から2018年（平成30年）9月8日まで続編の『新・人間革命』が24年10か月弱連載された。『新・人間革命』の単行本の最終巻となった第30巻は上下巻に分割して刊行されたため、単行本は実質的には全31冊となった。これは、単行本第1巻の前書きで「全30巻を予定している」と記したものの、第30巻が1冊で収まらなくなるほどの分量となったためである。
現在、刊行されている池田版『人間革命』は、『池田大作全集』（「全150巻に及ぶ世界最大級の個人全集である」と創価学会側は主張している）に所収（第144巻 - 第149巻に収録。全12巻を6巻分に再編し、2012年9月から2013年7月まで刊行）される際に改訂されている（これを第2版とする）。第2版では、全集刊行委員会が修正を提案し、池田の了承を得て修正した箇所が複数ある。変更箇所は主に日蓮正宗に関連する用語などで、例えば初版では作中に登場する日蓮正宗（宗門）の僧侶を「先生」や「尊師」といった敬称で呼んでいたところを、第2版では「住職」という比較的尊敬の意味の薄い呼び方に置き換えられた。この第2版は単行本としてではなく文庫（聖教ワイド文庫）版として、全12巻が2012年12月から2013年12月にかけて刊行された。

#### 執筆者
島田裕巳は、『戸田版』が別人による代作であった可能性を示唆した。その理由として、戸田には他にまとまった著作がほとんどないことを挙げている。
また、『池田版』にもゴーストライターが存在するという指摘が月刊ペン事件の公判で明らかにされている。
池田版については、代作説が1970年代からある。ジャーナリスト内藤国夫、溝口敦は池田の代わりに執筆した人ないしゴーストライターとして創価学会の篠原善太郎を挙げる。乙骨正生は元幹部らが代作グループについて語ったことを報告した。
創価学会側は、「池田大作が多忙を極める中で執筆していたほか、池田自身の体調不良によって執筆が中断することもあったため、一部の原稿については池田大作の妻・池田香峯子や聖教新聞社で『池田版』を担当していた記者による口述筆記のほか、カセットテープに池田が声を吹き込むという方法をとることもあったとする。
体をこわし、万年筆の重さもこたえる日が続き、やむなく資料をもとにテープに吹き込んだ時もある。—『池田大作選集』p.474

### 位置付け
『人間革命』は創価学会の教学上重要な文献とされ、1977年（昭和52年）1月の第9回教学部大会での講演「仏教史観を語る」で、第3代会長池田大作は自らの『人間革命』を日蓮の遺文を集めた御書（創価学会が刊行している「新編 日蓮大聖人御書全集」または「日蓮大聖人御書全集 新版」をさす）に匹敵する書物として位置付けた。創価学会の教学部が実施する教学試験（任用試験、3級、2級、1級の4ランクがある）を受験しようとする創価学会員には日蓮大聖人の御書に加えて、『人間革命』三部作、その中でも特に池田版『人間革命』及び『新・人間革命』を理解することが求められた。
聖教新聞社によれば、2018年時点で『新・人間革命』の累計発行部数は2400万部、『人間革命』と『新・人間革命』を合わせると5400万部である。

## 映画
1973年（昭和48年）9月8日に、『人間革命』のタイトルで東宝と創価学会系のシナノ企画の共同製作で映画化された。1976年（昭和51年）に、ほぼ同じスタッフ・キャストで『続・人間革命』が公開されている。スタッフ、キャストともほとんどが創価学会の外部からの豪華な俳優メンバーであり、あくまで一般映画の大作としてアピールした。
東宝映像が制作を行っていることから、1作目の『人間革命』（1973年公開）での十界論のイメージや2作目の『続・人間革命』（1976年）での日蓮大聖人の著作「立正安国論」の天変地異の描写などに特撮が用いられている。当時は映画業界の斜陽化により特撮作品の制作も減少していたが、東宝は本作品でその存在感を知らしめ、以後キャラクター・パニックもの以外の映画やCMなどでの特撮制作の受注が増加していった。
1973年の観客動員数では、『日本沈没』に次ぐ第2位となった。2006年にシナノ企画からDVDが発売されている。2018年10月〜11月にスカパー!の日本映画専門チャンネルでテレビ初放送された。

### 人間革命（1973年）
キャスト
- 戸田城聖：丹波哲郎
- 牧口常三郎：芦田伸介
- 戸田幾枝：新珠三千代
- 戸田喬一：木下圭介
- 山平忠平：森次晃嗣
- 栗川：名古屋章
- 奥村：桑山正一
- 工藤：伊藤るり子
- 片山：伊豆肇
- 高島：堺左千夫
- 三島由造：稲葉義男
- 北川直作：田島義文
- 藤崎洋一：浜田寅彦
- 岩森喜造：加藤和夫
- 本田洋一郎：内田稔
- 室田日照：山谷初男
- 清原かつ：福田公子
- 泉田ため：瞳麗子
- 小西武雄：佐原健二
- 原山幸一：長谷川明男
- 関久男：石矢博
- 堀米内務部長：草川直也
- 渡辺弁護士：平田昭彦
- ジャンパーの男：渡哲也
- 検事：青木義朗
- 看守：谷村昌彦
- 刑事：細井利雄
- 学会員：鈴木ヤスシ、塩沢とき
- 病気の男：佐藤允
- 大喧嘩をする夫婦：雪村いづみ、江角英明
- 銀行強盗：黒沢年男
- インターン：山本豊三
- サラリーマン：高松しげお
- 若い女性：松下ひろみ
- 女性の恋人：鳥居功靖
- 日蓮大聖人：仲代達矢

スタッフ
- 企画：〝人間革命〟製作委員会
- 製作：田中友幸
- 製作補：田実泰良
- 監督：舛田利雄
- 脚本：橋本忍
- 原作：池田大作
- 撮影：西垣六郎
- 美術：村木与四郎
- 録音：増尾鼎
- 照明：森本正邦
- 音楽：伊福部昭
- 監督助手：渥美和明
- 編集：黒岩義民
- スチール：中山章
- 特殊技術：中野昭慶
- 特殊撮影：富岡素敬
- 特殊美術：井口昭彦
- 特殊照明：大内良雄
- 合成：三瓶一信
- 製作：シナノ企画、東宝映像

### 続・人間革命（1976年）
キャスト
- 戸田城聖：丹波哲郎
- 戸田幾枝：新珠三千代
- 戸田喬一：山田慶造
- 山本伸一：あおい輝彦
- 山平忠平：森次晃嗣
- 島谷：渡哲也
- 栗川：名古屋章
- 奥村：桑山正一
- 泉田：黒部進
- 三島由造：稲葉義男
- 小西武雄：浜田晃
- 原山幸一：長谷川明男
- 関久男：児玉泰次
- 清原かつ：夏純子
- 福田たけ：記平佳枝
- 三川英子：徳永れい子
- 北川直作：田島義文
- 藤崎洋一：浜田寅彦
- 岩森喜造：加藤和夫
- 本田洋一郎：内田稔
- 千谷ハツ：春川ますみ
- 金木：尾藤イサオ
- 金木ユリ子：山田はるみ
- 堀部十郎：富田仲次郎
- 大井徹：弘松三郎
- 黒川：岸田森
- 信子：大竹しのぶ
- 湯浅：志村喬
- 西条八十夫人：音羽久米子
- 西山：常田富士男
- 加藤：中谷一郎
- 滝田：勝部義夫
- 山中検事：新克利
- 桑島検事：青木義朗
- 母親：石井富子
- 父親：人見清
- 歓喜寮僧侶：加賀麟太郎
- 事務員：川口節子、高橋百合子
- 東洋銀行支店長：小泉博
- 警察の受付：人見明
- 少年：頭師佳孝
- 信用組合役員：門脇三郎、久遠利三
- 内外新聞記者：橋本功
- 日蓮大聖人：仲代達矢

スタッフ
- 製作：田中友幸
- 製作補：鈴木政雄、西川善男
- 監督：舛田利雄
- 脚本：橋本忍
- 原作：池田大作
- 撮影：西垣六郎
- 美術：村木与四郎
- 録音：増尾鼎
- 照明：石井長四郎
- 編集：小川信夫
- スチール：中尾孝
- 監督助手：橋本幸治
- 特殊撮影：富岡素敬
- 特殊美術：井上泰幸
- 特殊照明：森本正邦
- 特殊スチール：田中一清
- 特殊監督助手：川北紘一
- 動画：月岡貞夫
- 合成：三瓶一信
- 光学撮影：宮西武史
- 光学作画：川名正
- 音楽：伊部晴美
- サントラ盤音楽指揮：岩城宏之
- 演奏：東京交響楽団、日本プロ合唱団連合
- 特技監督：中野昭慶

## 劇画
1988年から2002年まで14年間にわたり、『聖教新聞』日曜に『劇画・人間革命』が連載された。
作者は『750ライダー』などの作品で知られる漫画家・石井いさみで、同紙の『ざくろの花』『走れ!!美穂』、小学生文化新聞の『明日に向かって投げろ!!』などで長くコンビを組んでいた聖教新聞社社会部記者、渡辺紀大が「渡あきら」名義で漫画原作を担当している。
内容は上記の池田大作の小説『人間革命』全12巻を、ほぼ原作通りに劇画化している。
聖教新聞社より単行本、全56巻が刊行されている。2020年4月より『劇画・人間革命』第2版を聖教電子版にて配信。

## アニメ
『アニメ人間革命』は、1995年から2004年にかけてアニメ作品として発表された。全20巻。池田の原作に加え、キャラクターデザインやストーリー展開などは、主に上記の石井いさみの劇画に基づいている。
スタッフ
- 監督：勝間田具治
- 企画・制作：シナノ企画
- 原作：池田大作
- 原画原案：石井いさみ
- 音楽：横山菁児
- 演奏：東京室内楽協会
- キャラクターデザイン・作画監督：荒木伸吾、姫野美智
- 企画協力：聖教新聞社
- 制作協力：東映アニメーション

声の出演
- 戸田城聖：小林清志、田中秀幸（青年時代）
- 山本伸一：塩沢兼人→置鮎龍太郎
- 牧口常三郎：阪脩
- 清原かつ：潘恵子
- 戸田幾枝：三田ゆう子
- 関久男：掛川裕彦
- 吉川雄助：堀川亮
- 三島由造：池水通洋
- 小西武雄：太田真一郎
- 田岡金一：川津泰彦
- 山本峯子：嶋方淳子
- 山平忠平、十条潔：島田敏
- 田岡浩子：高木早苗
- 森川一正、山脇洋：野島健児
- ナレーター：寺瀬今日子

ほか

### サブタイトル
1. 黎明（1995年5月）
2. 地湧（1995年10月）
3. 新生（1996年5月）
4. 生命の庭（1996年11月）
5. 疾風・怒涛（1997年5月）
6. 烈日（1997年12月）
7. 驀進（1998年5月）
8. 飛翔（1998年11月）
9. 水滸の誓い（1999年5月）
10. 推進（1999年11月）
11. 多事（2000年4月）
12. 展開（2000年11月）[注 7]
13. 上げ潮（2001年5月）
14. 脈動（2001年11月）
15. 跳躍（2002年5月）
16. 険路（2002年11月）
17. 転機（2003年5月）
18. 夕張（2003年11月）
19. 大阪・宣言（2004年5月）
20. 後継（2004年11月）